# Краснодарка
Краснода́рка (до 1948 року — Кончі́-Шава́; крим. Könçi Şava) — село Курманського району Автономної Республіки Крим.
Відстань від райцентру до населеного пункта становить 20 кілометрів по прямій.У 2023 році у проєкті Постанови Верховної Ради України «Про перейменування деяких населених пунктів Автономної Республіки Крим» село запропоновано перейменувати на Кончі-Шава.

## Сучасний стан
На 2017 рік в Краснодарці було 8 вулиць; на 2009 рік, за даними сільради, село займало площу 110 гектарів, на котрій, в 170 дворах, проживало 650 чоловік. В селі діяв сільський клуб, бібліотека, фельдшерсько-акушерський пункт, естонський етнографічний центр де, для етнічних естонців, викладається естонська мова. Село має автобусне сполучення із райцентром і сусідніми населеними пунктами.